# Лин (Арканзас)
Лин (енгл. Lynn) град је у америчкој савезној држави Арканзас.

## Демографија
По попису из 2010. године број становника је 288, што је 27 (-8,6%) становника мање него 2000. године.
| Група             | 2000.       | 2010.       |
| Белци             | 307 (97,5%) | 278 (96,5%) |
| Афроамериканци    | 0 (0,0%)    | 0 (0,0%)    |
| Азијати           | 0 (0,0%)    | 0 (0,0%)    |
| Хиспаноамериканци | 2 (0,6%)    | 10 (3,5%)   |
| Укупно            | 315         | 288         |